# Arianna Fidanza
Arianna Fidanza (* 6. Januar 1995 in Bergamo) ist eine italienische Radrennfahrerin.

## Sportliche Laufbahn
Erste Erfolge erzielte Fidanza als Juniorin auf der Bahn: Bei den Europameisterschaften 2012 gewann sie den Titel im Punktefahren. In der Saison 2013 wurde sie Europameisterin in der Mannschaftsverfolgung und Weltmeisterin im Punktefahren. Zudem sicherte sie sich 2013 auf nationaler Ebene vier Titel auf der Bahn sowie den Titel auf der Straße im Einzelzeitfahren. Für ihre Erfolge wurde sie vom italienischen Radsportmagazin tuttoBICI als Juniorin des Jahres ausgezeichnet.
Mit dem Wechsel in die U23 wurde Fidanza 2014 zunächst Mitglied im mexikanischen UCI Women’s Team Estado de México-Faren Kuota. Nach dessen Auflösung wechselte sie zur Saison 2015 zum damaligen Team Alé Cipollini, für das sie die Trofeo Oro in Euro gewann. Bereits nach einer Saison wechselte sie erneut das Team und wurde Mitglied im Astana Women’s Team. Bei der Tour of Zhoushan Island gewann sie die erste Etappe und erzielte damit ihren ersten Sieg bei einem UCI-Rennen auf der Straße.
Nach zwei Jahren bei Astana wurde Fidanza Mitglied beim Team Eurotarget-Bianchi-Vittoria, das ihr Vater 2018 neu ins Leben gerufen hatte und bei dem auch ihre jüngere Schwester Martina ihr Debüt in der Elite gab. In der Saison 2019 war sie neben einer Reihe von Top-10-Platzierungen bei Tour of Taiyuan erneut siegreich. 2020 startete sie für das Team Lotto Soudal Ladies, beim Grand Prix de Plouay erreichte sie als Sechste ihr bisher bestes Ergebnis bei einem Rennen der UCI Women’s WorldTour. Zur Folgesaison erhielt sie einen Vertrag beim UCI Women’s WorldTeam BikeExchange. Auch für ihr neues Team kam sie mehrfach unter die Top 10, ein weiterer Sieg blieb ihr jedoch verwehrt.
Zur Saison 2023 wechselte Fidanza zum deutschen Ceratizit-WNT Pro Cycling Team, bei dem ihre Schwester Martina bereits ein Jahr zuvor Mitglied geworden war. Mit dem Eintagesrennen Women Cycling Pro Costa De Almería erzielte sie gleich beim ersten Renneinsatz für ihr neues Team einen weiteren Sieg ihrer Karriere. 2024 waren ihre besten Platzierungen der jeweils vierte Platz bei der Clásica de Almería und der Tour de Gatineau.
Zur Saison 2025 wechselte Fidanza zum neu als UCI Women’s ProTeam lizenzierten Team Laboral Kutxa-Fundación Euskadi.

## Familie
Arianna Fidanza stammt aus einer Radsportfamilie: Ihr Vater Giovanni Fidanza war Profi von 1989 bis 1997, auch ihre Mutter Nadia Baldi betrieb Radrennsport. Ihre jüngere Schwester Martina ist ebenso professionelle Radrennfahrerin.

## Ehrungen
- Oscar tuttoBICI – Juniorin des Jahres 2013[3]

## Erfolge

### Bahn
2012
- Junioren-Europameisterin – Punktefahren
- Junioren-Europameisterschaften – Mannschaftsverfolgung (mit Ana Maria Corvig und Michela Maltese)
- Italienische Junioren-Meisterin – Mannschaftsverfolgung und Punktefahren

2013
- Junioren-Weltmeisterin – Punktefahren
- Junioren-Europameisterin – Mannschaftsverfolgung (mit Francesca Pattaro, Michela Maltese und Maria Vittoria Sperotto)
- Italienische Junioren-Meisterin – Mannschaftsverfolgung, Punktefahren, Omnium und Scratch

### Straße
2013
- Italienische Junioren-Meisterin – Einzelzeitfahren

2015
- Trofeo Oro in Euro

2016
- eine Etappe Tour of Zhoushan Island

2019
- Tour of Taiyuan

2023
- Women Cycling Pro Costa De Almería